# Cuerpo de Policía de Andorra
El Cuerpo de Policía de Andorra (en catalán: Cos de Policia d’Andorra) es la policía nacional de Andorra. Depende del Ministerio de Justicia e Interior. Cuenta con 260 agentes que sirven a una población de 80.000 habitantes. Colabora con policías de otros países tales como la Gendarmería Nacional de Francia y la Guardia Civil y el Cuerpo Nacional de Policía de España.

## Historia

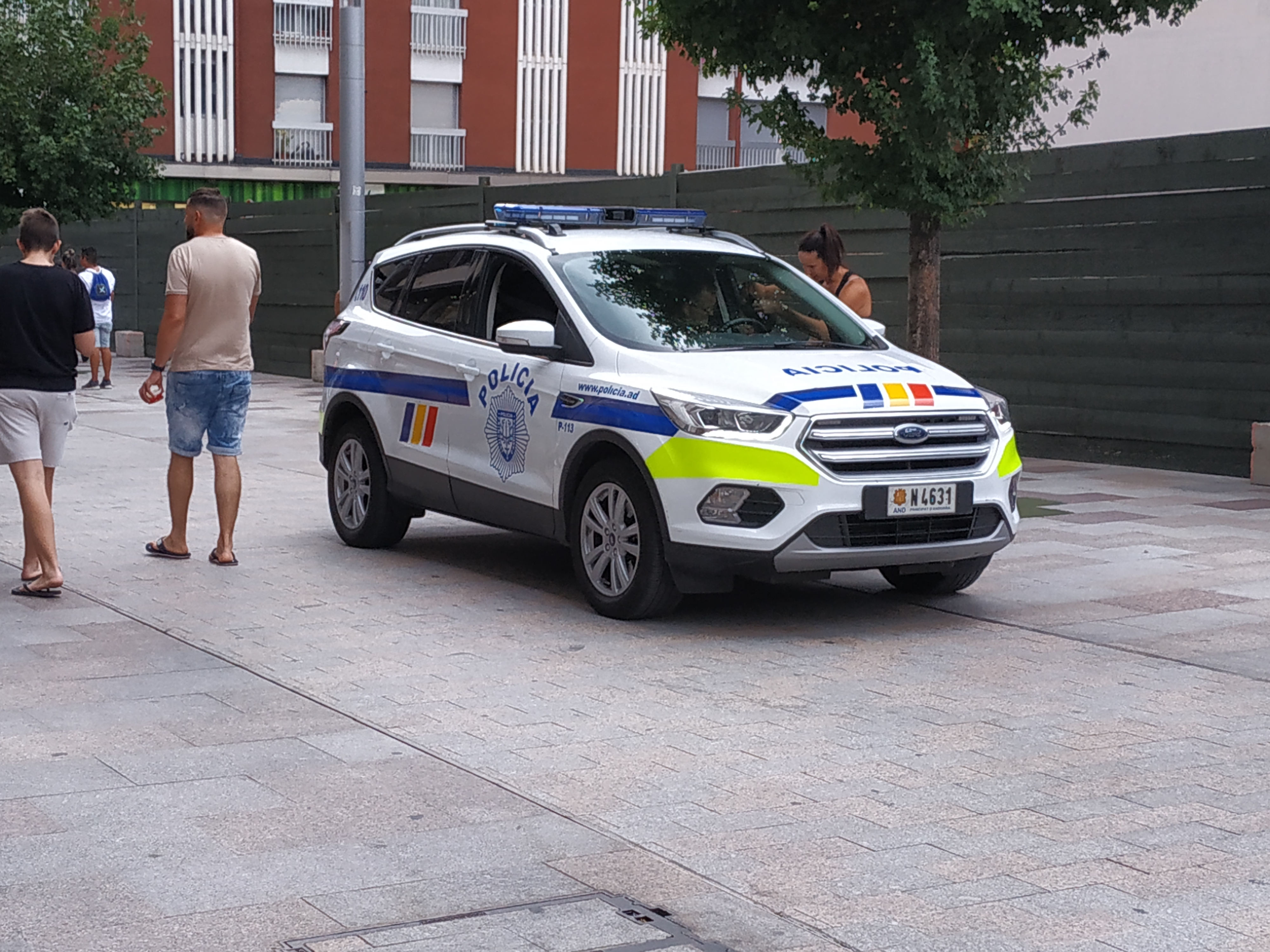
Ford del Cuerpo de Policía de Andorra patrullando.

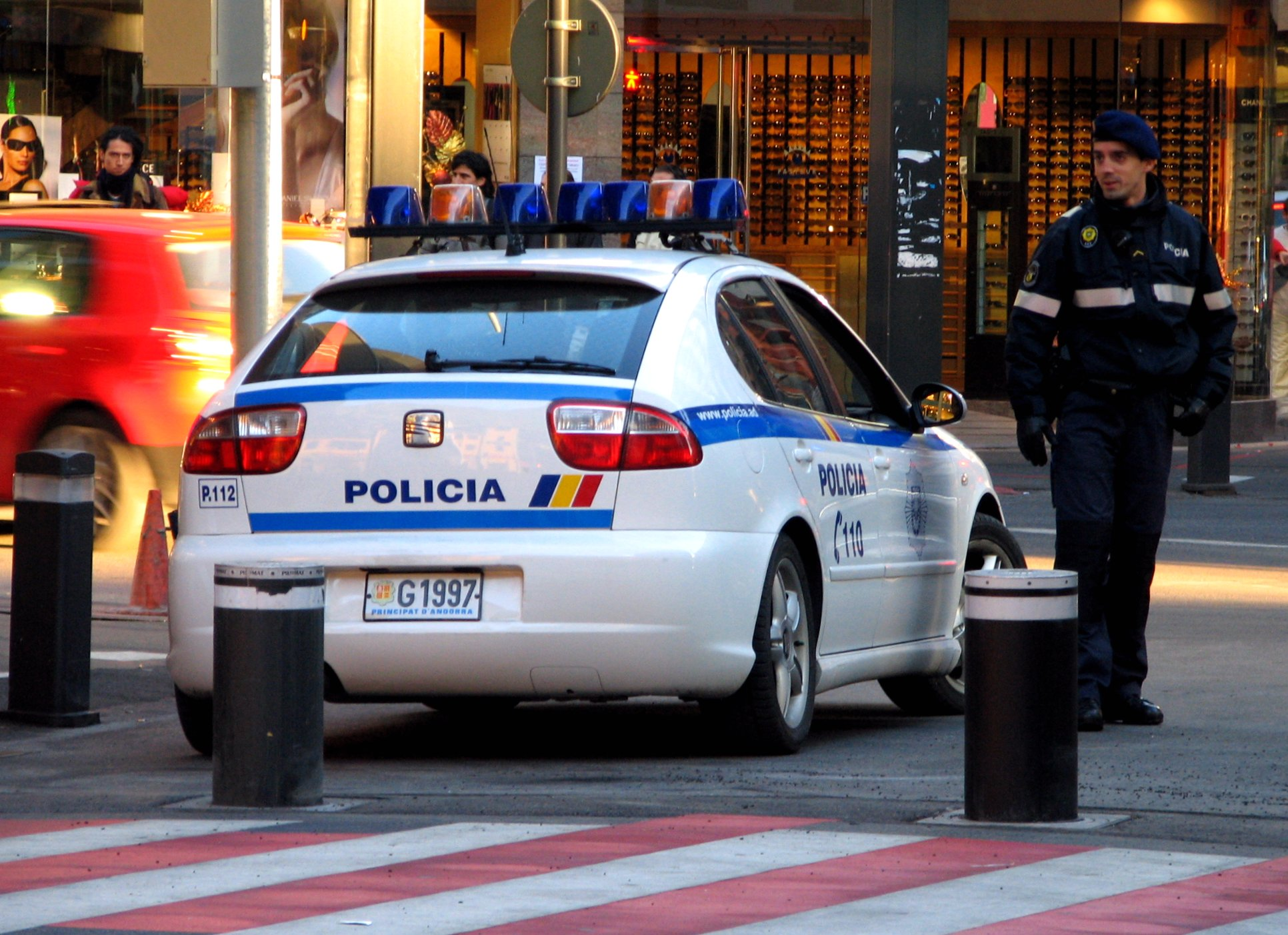
Vehículo del Cuerpo de Policía de Andorra.

En 1931 los delegados crean el Servicio de Orden, compuesto inicialmente por un capitán y seis agentes. Dicho cuerpo tenía como misión el mantenimiento del orden público en general, ejercer de policía judicial, además de perseguir y detener delincuentes.
El Cos de Policia estuvo a las órdenes de los delegados hasta la entrada en vigor de la Constitución de 1993, en la que pasan a depender del Ministerio de Interior. No obstante, en materia judicial, la Policía actúa bajo las órdenes del Ministerio de Justicia y del Ministerio Fiscal.
El Cos de Policia está formado por personal policial, administrativo y técnico, que vela por la seguridad del Principado en nombre de la libertad y los derechos individuales del colectivo de los ciudadanos.

## Especialidades
El Cuerpo consta de seis grupos dedicados a diferentes funciones:
- Protección de vips.
- Artificieros.
- Antidisturbios.
- Situaciones de emergencia.
- Antidroga.
- Servicio de rescate en montaña.